# Nikola Kuljača
Nikola Kuljača (né le 16 août 1974 à Belgrade) est un joueur de water-polo yougoslave (serbe), médaillé de bronze olympique pour la République fédérale de Yougoslavie en 2000. Il joue ensuite pour la Serbie-et-Monténégro à partir de 2003, équipe avec laquelle il est médaillé olympique en 2004.